# 山口久仁男
山口 久仁男（やまぐち くにお）は、日本の元アマチュア野球選手（内野手）。

## 経歴・人物
大分県立津久見高等学校では、2年生の時、1966年の夏の甲子園に二塁手として出場するが、チームは1回戦で報徳学園高校に敗れる。1年上のチームメートに四番打者、三塁手の岩崎忠義、エースの三浦保雄がいる。
翌1967年には、主将となり、その年の春の選抜には三塁手として出場。各試合とも1、2点差の接戦であったが、エースの吉良修一の好投で勝ち上がる。決勝では延長12回に決勝本塁打を打ち、弘田澄男のいた高知高校を2-1で降し優勝を飾った。同年夏は県予選準決勝でエース河原明を擁する大分商業高校に0-1で惜敗、甲子園出場はならなかった。1年下のチームメートに大田卓司左翼手がいる。
同年のドラフト会議でサンケイアトムズから7位指名を受けたが、入団を拒否し、高校卒業後は日本鉱業佐賀関に入社した。